# Солнечный (посёлок, Севастополь)
Со́лнечный (укр. Сонячний, крымскотат. Solneçnıy) или также Со́лнечное — посёлок в Нахимовском районе города федерального значения Севастополь в составе Андреевского муниципального округа (согласно административно-территориальному делению Украины — Андреевского сельсовета Нахимовского района Севастопольского горсовета).

## География
Солнечный расположен в 7 км юго-восточнее Андреевки и на расстоянии около 30 км к северу от Севастополя. Высота центра поселка над уровнем моря 82 м.
В классификации природной зональности территория посёлка относится к предгорному району Крыма. Рельеф местности преимущественно равнинный.
Площадь посёлка 119 гектаров. Действует отделение связи. Почтовый индекс 299815.
Вместе с поселком Андреевка образуют ООО «Качинский+».
Со всех сторон п. Солнечный окружен виноградниками. В агропромышленном комплексе поселок представлен хорошо развитыми виноградарством и виноделием. Также выращиваются такие фруктовые культуры, как черешня, персик и яблоки, на сбор которых в сезон привлекаются студенческие трудовые отряды.
Транспортное сообщение поселка с г.Севастополь осуществляется регулярными автобусными рейсами маршрута 42, также ходит автобус в г. Симферополь.
В Солнечном имеются библиотека, поселковый клуб, фельдшерско-акушерский пункт, магазины, СТО. При финансовой поддержке местного предпринимателя построена православная церковь.
В настоящее время проведена газификация посёлка и идёт подключение домов к газовой системе. В посёлке построена модульная врачебная амбулатория, обустроены детские площадки, а также площадка с уличными спортивными тренажёрами и спортивное поле для игры в футбол и баскетбол. Для жителей поселка обустроена культурно-парковая территория. Произведён качественный ремонт подъездной дороги, а также заасфальтированы внутрипоселковые дороги.

## Население
| 1989 | 1995  | 2001  | 2014  |
| ---- | ----- | ----- | ----- |
| 1307 | ↗1776 | ↗1778 | ↘1718 |

По данным переписи 1989 года в селе проживало 1307 человек, на 1995 год в селе было 1776 жителей. Численность населения по данным переписи населения по состоянию на 14 октября 2014 года составила 1718 человек.

## История
Солнечный образован, как посёлок, в 1962 году, в связи со строительством Качинского винзавода, с 1987 года — в составе Андреевского сельсовета. С 18 марта 2014 года — де-факто в составе города федерального значения Севастополя России, с 3 июня 2014 года — в составе Андреевского муниципального округа Нахимовского муниципалитета. В рамках российского территориального деления сперва был отнесён к сёлам, а в 2019 году был восстановлен поселковый статус населённого пункта.